# Senotainia fuscula
Senotainia fuscula är en tvåvingeart som beskrevs av Zumpt 1976. Senotainia fuscula ingår i släktet Senotainia och familjen köttflugor. Inga underarter finns listade i Catalogue of Life.